# Nepaloserica jumlaica
Nepaloserica jumlaica är en skalbaggsart som beskrevs av Ahrens 1999. Nepaloserica jumlaica ingår i släktet Nepaloserica och familjen Melolonthidae. Inga underarter finns listade i Catalogue of Life.